# شبه‌جزیره کامبرلند

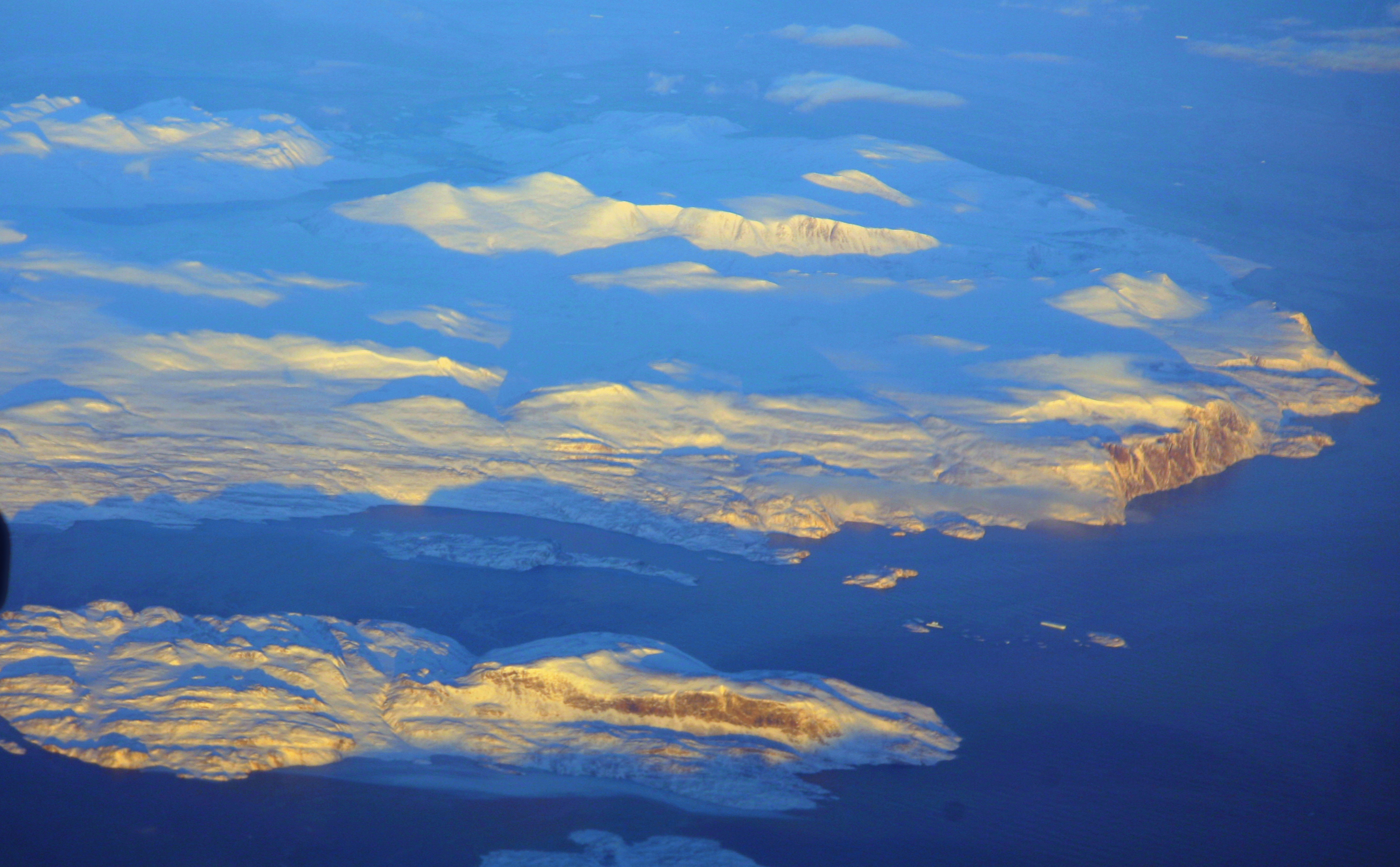
شبه‌جزیرهٔ کامبرلند در جزیرهٔ بافین؛ عکس هوایی از Doc Searls.

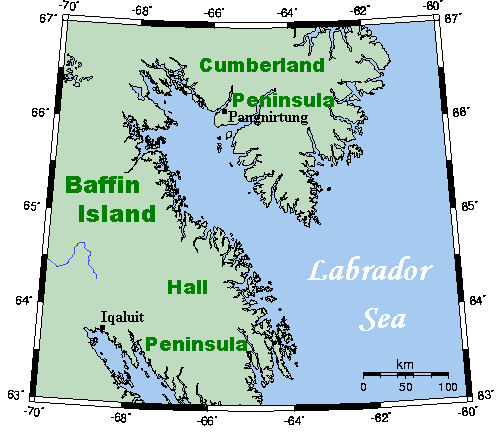

شبه‌جزیره کامبرلند (انگلیسی: Cumberland Peninsula) یک شبه‌جزیره در بخش جنوب‌شرقی جزیره بافین در نوناووت، کاناداست. این شبه‌جزیره میان عرض‌های جغرافیایی ۶۴°۵۶′ و ۶۷°۵۷′ شمالی و طول‌های جغرافیایی ۶۱°۵۶′ تا ۶۸° غربی قرار دارد. مدار شمالگان از این شبه‌جزیره عبور می‌کند. دریای لابرادور در جنوب‌شرق آن قرار دارد و تنگه دیویس در شرق آن واقع شده که شبه‌جزیره را از گرینلند جدا می‌کند. خلیج کامبرلند در جنوب‌غرب قرار دارد و شبه‌جزیرهٔ کامبرلند را از شبه‌جزیره هال—که آن‌هم بخشی از جزیرهٔ بافین است—جدا می‌سازد.
شبه‌جزیرهٔ کامبرلند بخشی از زیست‌بوم توندرا است—سردترین و خشک‌ترین زیست‌بوم جهان—همچنان‌که سایر بخش‌های جزیره بافین نیز چنین‌اند. این منطقه کوهستانی است و کوه اودین در نزدیکی مدار شمالگان به ارتفاع ۷٬۰۴۴ فوت (۲٬۱۴۷ متر) می‌رسد.
پانگ‌نیرتونگ، که در ساحل جنوب‌غربی قرار دارد، و پارک ملی Auyuittuq در این شبه‌جزیره واقع شده‌اند.